# 20 anni di meno
20 anni di meno (20 ans d'écart) è un film del 2013 diretto da David Moreau.

## Trama
Alice Lantins ha 38 anni. Bella e ambiziosa, si è sempre mostrata impeccabile e dedita al lavoro al punto da dimenticare la sua vita privata. Avrebbe tutto ciò che serve per essere la nuova direttrice della rivista Rebelle, anche se il suo capo preferirebbe promuovere una sua collega più giovane e dall'immagine più ribelle. Durante un viaggio in Brasile incontra Balthazar, un giovane studente un po' impacciato, che si innamora di lei, ma il sentimento non è inizialmente corrisposto, forse anche a causa della diversa età.
Il giovane avrà la sua occasione quando Alice si rende conto che avere un fidanzato più giovane di lei può aiutare la sua promozione. Così si rende più disponibile con Balthazar fingendo, davanti al capo, di avere una vita movimentata. Man mano che si frequentano, Alice inizia a provare dei sentimenti, ma il giovane si accorgerà di essere stato usato e preso in giro per una promozione. Questo crea un tale sconforto in Balthazar da non volerla più rivedere. Lei lo riconquisterà con un discorso molto toccante.

## Riconoscimenti
- Festival du film de Cabourg 2013: Swann d'oro al miglior attore (Pierre Niney)